# Чорниця мадейрська
{{#ifeq:0|0|{{#if:|{{#if:Vacciniumpadifolium|[[]}}|}}}}
Чорниця мадейрська (Vaccinium padifolium) — вид чагарникових рослин з родини Вересові (Ericaceae), ендемік Мадейри.

## Опис

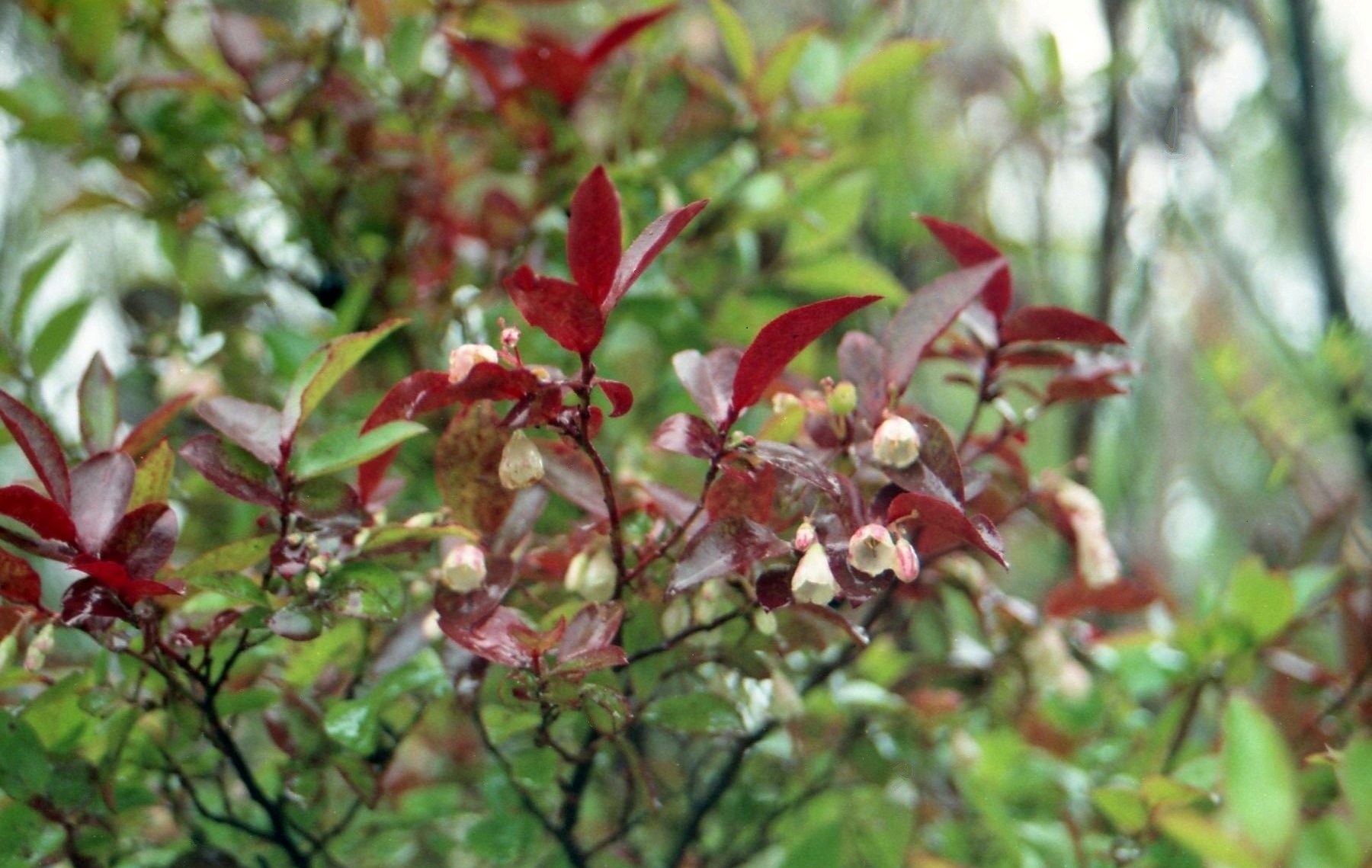
квіти

Це чагарник або маленьке дерево, яке може виростати до 6 м у висоту.
Нові гілки, як правило, червонуваті й запушені. Листки часто стають темно-червоними восени 2.5–7 × 1–2(2.5) см, від довгастої до еліптичної форми, від гострих до загострених, коротко-черешкові, запушені. Чашечка 3–4 мм, з п'ятьма короткими, широкими листочками до 1.5 мм. Квіти на вигнутих квітконіжках, зібрані в китиці. Вінчик 7–10 мм, від кулястої до дзвоникової форми, білий, часто мають п'ять широких рожевих смуг, листочки дуже короткі. Ягоди до 12 × 10 мм, дозріваючи стають синьо-чорними.

## Поширення
Ендемік а. Мадейри (о. Мадейра).
Цей вид знаходиться між 800 і 1700 м над рівнем моря. Зростає разом з Erica arborea і Erica scoparia.

## Використання
Сік плодів використовується для лікування простуди, бронхіту та дизентерії, також експортується для "комерційного виробництва офтальмологічних спеціальностей". Плоди багаті антоціанами. Також широко використовується для виробництва лікерів, джемів та ін..

## Загрози та охорона
Висотна рослинність Мадейри сильно постраждала від дій людини (таких як вогонь і, особливо, надмірне випасання), і лише кілька невеликих лісів все ще стоять. Проте, V. padifolium, як відомо, існує у вторинній рослинності після порушення природного середовища.
Насіння зберігаються в насіннєвому банку на Мадейрі.